# 申泮文
申泮文（1916年9月7日—2017年7月4日），籍贯广东从化，生于吉林省吉林市，中国无机化学家，南开大学化学学院教授。曾任山西大学化学系主任，南开大学新能源材料化学研究所学术委员会主任。

## 生平
1940年毕业于昆明西南联合大学化学系。1953年，他由一名普通教师破格晋升为副教授。改革伊始，他晋升为第一批教授。他与高振衡、何炳林、陈茹玉、陈荣悌一起，被增选为中国科学院学部院士之一。1980年正式当选为中国科学院学部委员。